# Roberto Jiménez Gago
Roberto Jiménez Gago (Madrid, 10 de fevereiro de 1986) é um ex-futebolista espanhol que atuava como guarda-redes.

## Carreira de clubes
Formado na academia do Atlético de Madrid, Roberto jogou principalmente pela equipa B, apenas tendo sido ocasionalmente chamado na existência suspensões ou lesões. Depois de lesões e suspensões, estreou-se na equipa principal, jogando na derrota por 1–2 contra o C.A. Osasuna, a 22 de Dezembro de 2005. Acabaria por passar a época 2007–08 emprestado ao Gimnàstic de Tarragona, na Catalunha, na 2.ª liga.
Em Julho de 2008, Roberto foi considerado excedentário às necessidades do plantel, tendo sido vendido ao Recreativo de Huelva, como parte do acordo que levou Florent Sinama-Pongolle na direcção oposta. O Atlético, contudo, tinha uma opção de recompra. Durante a sua primeira temporada, que terminou despromovido, jogou apenas jogos da Taça do Rei.
A 13 de Julho de 2009, Roberto regressou ao Atlético, após o pagamento de 1 250 000 € aos andaluzes, tendo assinado um contrato de 3 anos. Sucedeu-se após as partidas simultâneas de Leo Franco e Grégory Coupet dos colchoneros.
Como o titular Sergio Asenjo foi convocado para o Campeonato Mundial de Futebol Sub-20 de 2009, Roberto foi promovido ao onze inicial, o seu primeiro jogo a ser uma derrota fora de casa por 5–2 contra o F.C. Barcelona, a 19 de Setembro de 2009. Pouco tempo depois, lesionou-se, e quando regressou, deu-se como terceira escolha, atrás de Pedro Donaldo e do jovem Kevin Oliveira; assim, no final de Janeiro de 2010, foi emprestado ao agonizante Real Zaragoza até ao final da época. Depressa relegou o argentino Juan Pablo Carrizo para o banco de suplentes, ajudando os aragoneses a escapar finalmente à despromoção. Foi considerado o melhor guarda-redes da 2ª Volta.
A 25 de Junho de 2010, o Benfica anunciou a sua contratação à CMVM por 8,5 milhões de euros, tendo assinado um contrato de 5 épocas, até 30 de Junho de 2015, e uma cláusula de rescisão de 20 000 000 €.
No dia 25 de Julho de 2013, foi contratado pelo Olympiacos CFP por uma época, deixado assim o  Real Zaragoza depois de duas épocas.
Em 22 de Junho de 2016, Roberto se tornou a primeira assinatura novo gerente de Quique Sánchez Flores, no terreno do RCD Espanyol, escrevendo um contrato de três anos para € 3.000.000.

## Títulos
Atlético Madrid
- UEFA Europa League: 2009–10

Benfica
- Taça da Liga: 2010-11

Olympiakos
- Superleague Grega  (2): 2013–14, 2014-2015